# عباس سارنج
عباس سارنج (زادهٔ ۲۳ خرداد ۱۳۲۵ در اصفهان) طراح گرافیک، تصویرگر، نقاش اهل ایران است. از کارهای او می‌توان به فعالیت در فوق برنامه دانشگاه تهران، فرهنگسرای نیاوران، تالار رودکی، مرکز هنرهای تجسمی و مرکز هنرهای نمایشی و طراحی پوستر برای انواع فستیوال هنری و جلد مجله و کتاب اشاره کرد.

## پیشینه
وی در خانواده‌ای اهل موسیقی در اصفهان زاده شد و با وجود آنکه اعضای خانواده به موسیقی گرایش داشتند او به نقاشی و مجسمه علاقهٔ بیشتری نشان می‌داد.
پس از پایان تحصیلات دبستان به هنرستان هنرهای زیبای اصفهان در رشته نقاشی وارد شد. در آن زمان آموزش نقاشی به شیوه و سیاق کمال الملک بود و فضا و چهارچوب سفت و سختی را برای او ایجاد می‌کرد. در سال ۱۳۴۵ پس از پایان دورهٔ هنرستان وارد دانشکده هنرهای زیبای تهران شد.
در دانشگاه مجموعه‌ای از تجربة امپرسیونیستی، پست امپرسیونیستی، فوویستی، اکسپرسیونیستی و کوبیستی از منظره، طبیعت بیجان، پیکره ویا پرتره بیشترین برنامه‌هایی بود که سارنج طی مدت دانشجوییاش انجام داد و موفق به برپایی نمایش گاه‌هایی از آنها در تاالار نقش (۱۳۴۷ و ۱۳۴۸) و  جشن‌های فرهنگ وهنر(۱۳۴۹) در تهران شد.» در سال دوم دانشگاه با افتتاح درس گرافیک توسط مرتضی ممیز، زمینهٔ ورود او به سمت گرافیک بیشتر می‌شود.

## حرفه
در سال ۱۳۴۶ با معرفی ممیز و حضور در آژانس تبلیغاتی «فاکوپا» به سرپرستی فرهاد هرمزی آینده‌اش در رشتهٔ گرافیک رقم می‌خورد و در اداره فعالیت‌های فوق برنامه دانشگاه تهران، فرهنگسرای نیاوران، تالار رودکی، مرکز هنرهای تجسمی و مرکز هنرهای نمایشی و طراحی پوستر برای انواع فستیوال و جلد مجله و کتاب مشغول به کار می‌شود.

## نمایشگاه‌ها
عباس سارنج در طول زندگی حرفه‌ای خود تاکنون بیش از ۳۰ نمایشگاه فردی و جمعی در ایران و جهان برگزار کرده.
- ۱۳۴۷ تالار نقش، تهران
- ۱۳۴۸ تالار نقش، تهران
- ۱۳۵۰ دانشکده هنرهای زیبا تهران
- ۱۳۵۲ تالار فرهنگ، مسجد سلیمان
- ۱۳۵۴ تالار قندریز، تهران
- ۱۳۵۵ گالری لوترک، تهران
- ۱۳۵۵ پنجاه سال گرافیک ایران، تهران
- ۱۳۵۶ نمایشگاه بین‌المللی کاریکاتور، تهران
- ۱۳۵۶ تالار قندریز، تهران
- ۱۳۵۷ نخستین نمایشگاه هنر گرافیک آسیا، تهران
- ۱۳۶۴ دومین بینال هنر، آسیا داکا
- ۱۳۶۵ موزه هنرهای معاصر، تهران
- ۱۳۶۵ سومین بینال هنر، آسیا داکا
- ۱۳۶۶ اولین نمایشگاه دوسالانه گرافیک طراحان، تهران
- ۱۳۶۸ دومین نمایشگاه دوسالانه گرافیک طراحان، تهران
- ۱۳۶۹ گالری افرند، به مناسبت بزرگداشت هزارمین سال شاهنامه فردوسی، تهران
- ۱۳۷۲ گالری آریا، تهران
- ۱۳۷۳ گالری بامداد، تهران
- ۱۳۷۳ خانه ایران، پاریس، فرانسه
- ۱۳۷۸ گالری الهه، تهران
- ۱۳۲۸ نمایشگاه جشن مهرگان، اورنج کانتی، کالیفرنیا
- ۸۳۱۳ گالری الهه، تهران
- ۱۳۸۶ گالری ماه مهر، تهران